# Валентино, Чарли
Карлос Агилар Уриарте, более известный как Чарли Валентино (исп. Carlos Aguilar Uriarte, mas conocido como Charly Valentino) (1951, Мексика — 20 мая 2016, Идальго, Мексика) — известный мексиканский актёр-комик.

## Биография
Родился в 1951 году в Мексике. Дебютировал в мексиканском кинематографе в 1981 году и до 2008 года успел сняться в 77 фильмах, среди которых присутствуют и сериалы. Чарли Валентино имел весьма избыточный вес, и поэтому мексиканские зрители актёра называли «Толстяком-комиком» всего мексиканского народа. После исполнения роли лейтенанта Акунья с юмористическими чертами характера в сериале Просто Мария о актёре Чарли Валентино заговорили и в России, где он стал наряду с лейтенантом Орнеласом (Рикардо Вера) известной личностью у российских милиционеров.
Скончался 20 мая 2016 года в Идальго от инфаркта.

## Фильмография

### Сериалы

#### Свыше 2-х сезонов
- 2005—11 — Соседи (4 сезона) — Эпитейо.

#### Televisa
- 1989-90 — Просто Мария — Лейтенант Акунья (дубл. Сергей Паршин).
- 1995 — Мария Хосе — Вивалес.
- 1998-99 — Что происходит с нами
- 1999—2000 — Мечты юности — Разрушитель.
- 2005 — Сны и карамели

### Фильмы
- 1981 — Тысяча обычаев — Разгневанный водитель грузовика.
- 1983 — Лола-дальнобойщица — Слуга Аны Паулы.
- 1985 — Мы приходим, устраиваем беспорядок и уходим
- 1986 — Мачо в женской тюрьме
- 1989 — Король таксистов
- 1990 — Частный следователь...очень личное
- 1990 — Адская ловушка — Чарли.
- 1991 — Лола-дальнобойщица 3
- 1993 — Старые ботинки

Информация о актёре Чарли Валентино взята из мексиканских кино-ресурсов.